# Interfață creier-calculator
O interfață creier-calculator (abr. ICC, abr. en. BCI), denumită uneori și interfață de control neural (abr. en. NCI), interfață minte-mașină (abr. en. MMI), interfață neurală directă (abr. en. DNI), sau interfață creier-mașină (abr. en. BMI), este o cale de comunicație directă între un creier îmbunătățit sau conectat și un dispozitiv extern. BCI este diferită de neuromodulare în sensul că permite transferul bidirecțional de informații. BCI-urile sunt destinate în special cercetării, cartografierii, asistării, augmentării sau reparării funcțiilor umane cognitive sau senzoriomotorii.
Cercetarea BCI-urilor a început în anii 1970 la Universitatea din California (UCLA) printr-un grant al Fundației Naționale de Știință, urmat de un contract al DARPA. Articolele publicate în urma acestei cercetări marchează de asemenea apariția expresiei interfață creier-calculator în literatura științifică.
De atunci, domeniul cercetării și dezvoltării BCI s-a concentrat în special pe aplicații ale neuroprtezării care urmăresc restaurarea auzului, vederii și mișcării afectate. Datorită remarcabilei plasticități corticale a creierului, semnalele de la protezele implantate pot fi, după adaptare, gestionate de creier similar canalelor senzoriale și actuariale naturale.
După ani de experimente pe animale, au apărut primele neuroproteze implantate în oameni, la jumătatea anilor 1990.

## Istorie
Istoria interfețelor creier-calculator (BCI-uri) începe cu descoperirea de către Hans Berger a activității electrice a creierului uman și dezvoltarea electroencefalografiei (EEG). În anul 1924 Berger a fost primul care a înregistrat activitatea creierului uman prin intermediul EEG. Berger a putut identifica activitatea oscilațiilor neurale, precum undele Berger sau  undele alfa (8–13 Hz), analizând diagrama EEG.
Primul dispozitiv de înregistrare al lui Berger era foarte rudimentar. El a introdus fire de argint sub scalpul pacienților săi. Mai târziu acestea au fost înlocuite cu foițe de argint lipite de capul pacientului cu leucoplast. Berger a conectat acești senzori la un electrometru capilar Lippmann, însă a fost dezamăgit de rezultate. Totuși, dispozitivele de măsurare mai sofisticate, precum galvanometrul Siemens cu înregistrare din două bobine, care afișa tensiuni electrice chiar și de 1/10.000 volți, au condus la succes.
Berger a analizat legătura alternanțelor din diagramele sale de unde EEG cu bolile creierului. EEG oferea noi posibilități pentru activități de cercetare a creierului uman.
Profesorul Jacques Vidal de la UCLA a inventat termenul „BCI” și a produs primele publicații de evaluare colegială pe această temă. Vidal este recunoscut ca inventatorul BCI-urilor în comunitatea BCI, după cum se reflectă în numeroase articole de evaluare colegială care au analizat și dezbătut domeniul (de ex. ). Experimentul din anul 1977 descris de Vidal a fost controlul EEG neinvaziv al unui obiect grafic asemănător cursorului pe un ecran de calculator. Demonstrația a constat în mișcarea printr-un labirint.
După primele sale contribuții, Vidal nu a mai fost activ în cercetarea BCI, și nici în evenimente BCI precum conferințe, timp de muți ani. În anul 2011, totuși, a ținut o prelegere în Graz, Austria, cu sprijinul proiectului Future BNCI, prezentând primul BCI, care a primit ovații binemeritate. Lui Vidal i s-a alăturat soția sa, Laryce Vidal, care anterior a lucrat cu el la UCLA la primul său proiect BCI.
În anul 1988 s-a raportat controlul EEG neinvaziv al unui obiect fizic, un robot. Experimentul descris a fost controlul EEG a multiple porniri-opriri-reporniri ale mișcărilor robotului, de-a lungul unei traiectorii definite arbitrar printr-o linie trasată pe podea. Comportamentul de urmărire a liniei a fost comportamentul normal al robotului, folosind inteligență autonomă și o sursă de energie autonomă.
În anul 1990 s-a raportat un BCI bidirecțional adaptiv care controla un speaker de calculator printr-un potențial anticipatoriu al creierului, potențialul de variație negativă contingentă (CNV). Experimentul descria modul în care o stare de așteptare a creierului, manifestată prin CNV, controlează speaker-ul S2 într-o buclă de feedback în paradigma S1-S2-CNV. Unda cognitivă obținută, reprezentând învățarea așteptării în creier, se numește Electroexpectogramă (EXG). Potențialul CNV al creierului a fost o parte din provocarea pentru BCI prezentată de Vidal în articolul său din anul 1973.
În anul 2015, a fost lansată oficial Societatea BCI. Această organizație non-profit este condusă de un consiliu internațional de experți BCI din diverse medii (academic, industrial și medical) cu experiență în diferite tipuri de BCI-uri, precum invazive/ne-invazive și control/non-control. Consiliul este ales de membrii Societății, care sunt câteva sute. Printre alte responsabilități, Societatea BCI organizează întâlniri BCI internaționale[nefuncțională]
. Aceste conferințe mari se țin odată la doi ani și cuprind activități precum prelegeri cheie, seminarii, postere, evenimente satelit și demonstrații. În 2018 Arhivat în 16 mai 2018, la Wayback Machine. întâlnirea a avut loc în luna mai, la Baza Conferințelor Asilomar din Pacific Grove, California.

## Delimitare față de neuroprotezare
Neuroprotezarea este un domeniu al neuroștiințelor concentrat pe protezele neurale, adică utilizarea de dispozitive artificiale pentru înlocuirea funcției sistemelor nervoase care au deficiențe și probleme legate de creier sau a organelor senzoriale. Cel mai folosit dispozitiv de neuroprotezare este implantul cohlear care, începând cu decembrie 2010, a fost implantat în aproximativ 220.000 de oameni din toată lumea. Există mai multe dispozitive de neuroprotezare care urmăresc restaurarea vederii, inclusiv implanturile retinale.
Diferența dintre BCI-uri și neuroproteze constă în special în modul în care sunt folosiți termenii: neuroprotezele conectează de obicei sistemul nervos la un dispozitiv, în timp ce BCI-urile conectează de obicei creierul (sau sistemul nervos) la un calculator. În practică, neuroprotezarea poate fi legată de orice parte a sistemului nervos, de exemplu nervii periferici, pe când termenul „BCI” înseamnă de obicei o clasă mai restrânsă de sisteme care sunt interfețe pentru sistemul nervos central.
Totuși, termenii sunt uneori suprapuși în utilizare. Neuroprotezele și BCI-urile caută să atingă aceleași scopuri, precum restaurarea vederii, auzului, mișcării, abilității de comunicare și chiar funcției cognitive. Ambele folosesc metode experimentale și tehnici chirurgicale similare.

## Cercetare BCI pe animale
Mai multe laboratoare au reușit să înregistreze semnale de la cortexurile cerebrale ale maimuțelor și șobolanilor pentru operarea BCI-urilor și producerea mișcării. Maimuțele au mișcat cursoarele de calculator pe ecran și au comandat brațe robotice pentru efectuarea de sarcini simple numai gândindu-se la sarcină și observând feedback-ul vizual, dar fără nicio ieșire motoare. În luna mai 2008 fotografiile care prezentau o maimuță de la Centrul Medical din Pittsburgh care opera un braț robotic cu gândul, au fost publicate într-un număr de jurnale și reviste de știință bine cunoscute. Alte cercetări pe pisici au decodificat semnalele neurale vizuale ale acestora. 

### Pionierat
În anul 1969 studiul condiționării operaționale al lui Fetz și colegilor acestuia, de la Centrul regional pentru studiul primatelor și Departmentul de fiziologie și biofizică al Școlii de Medicină a Universității Washington din Seattle, a arătat pentru prima dată că maimuțele pot învăța să controleze înclinarea unui braț de măsură a biofeedbackului cu ajutorul activității neurale. Studii similare din anii 1970 au stabilit că maimuțele pot învăța repede să controleze voluntar vitezele de descărcare ale neuronilor individuali și multipli din coretexul motor principal, dacă sunt recompensate pentru producerea de modele potrivite ale activității neurale.
Studiile care au elaborat algoritmi pentru reconstruirea mișcărilor din neuronii coretexului motor, care controlează mișcarea, au început în anii 1970. În anii 1980, Apostolos Georgopoulos de la Universitatea Johns Hopkins a găsit o relație matematică între răspunsurile electrice ale unui singur neuron din cortexul motor al maimuțelor macac Rhesus și direcția în care acestea își mișcă brațele (pe baza unei funcții cosinus). El a mai descoperit și că grupuri dispersate de neuroni, din diverse zone ale creierelor maimuțelor, controlau colectiv comenzile motorii, dar a putut înregistra descărcările neuronilor numai dintr-o singură zonă la un moment dat, datorită limitărilor tehnice impuse de echipamentul său.
A urmat o dezvoltare rapidă a BCI-urilor până la jumătatea anilor 1990. Mai multe grupuri au putut captura semnale complexe de la cortexul motor al creierului înregistrându-le de la ansambluri neuronale (grupuri de neuroni) și le-au folosit pentru a controla dispozitive externe.

### Cercetări de succes proeminente

#### Kennedy și Yang Dan
Phillip Kennedy (care ulterior a fondat Semnale Neurale în anul 1987) și colegii au construit prima interfață creier-calculator intracorticală prin implantarea de electrozi cu con neurotrofic în maimuțe.
În anul 1999, cercetătorii conduși de Yang Dan de la Universitatea Berkeley din California au decodificat descărcări neuronale pentru a reproduce imaginile văzute de pisici. Echipa a folosit o matrice de electrozi încastrați în talamusul (care integrează toate intrările senzoriale ale creierului) pisicilor cu vedere foarte bună. Cercetătorii au urmărit 177 de celule ale creierului din zona corpului geniculat lateral al talamusului, care decodifică semnalele de la retină. Pisicilor li s-au prezentat opt filme scurte, iar descărcările lor neuronale au fost înregistrate. Folosind filtre matematice, cercetătorii au decodificat semnalele pentru a genera filme cu ceea ce au văzut pisicile și au putut reconstrui scene și obiecte în mișcare care puteau fi recunoscute. De atunci, au fost obținute rezultate similare și la oameni, de către cercetătorii din Japonia (vedeți mai jos).

#### Nicolelis
Miguel Nicolelis, un profesor de la Duke University, din Durham, Carolina de Nord, a fost un recunoscut promotor al utilizării de electrozi multipli pe o suprafață mai mare a creierului pentru a obține semnale neuronale necesare pentru un BCI.
După efectuarea studiilor inițiale pe șobolani în anii 1990, Nicolelis și colegii săi au elaborat BCI-uri care decodificau activitatea creierului la maimuțele bufniță și le-au folosit pentru a reproduce mișcările maimuțelor cu brațe robotice. Maimuțele au abilități de apucare și prindere avansate și bune îndemânări de manipulare, fiind subiecți de testare ideali pentru acest tip de lucrări.
Până în anii 2000 grupul a reușit construirea unui BCI care reproducea mișcările maimuței bufniță în timp ce maimuța opera un joystick sau se întindea după mâncare. BCI-ul era operațional în timp real și putea de asemenea să controleze un robot separat de la distanță, prin protocolul Internet. Dar maimuțele nu puteau vedea brațul în mișcare și nu primeau niciun feedback, un așa-zis BCI în buclă deschisă.

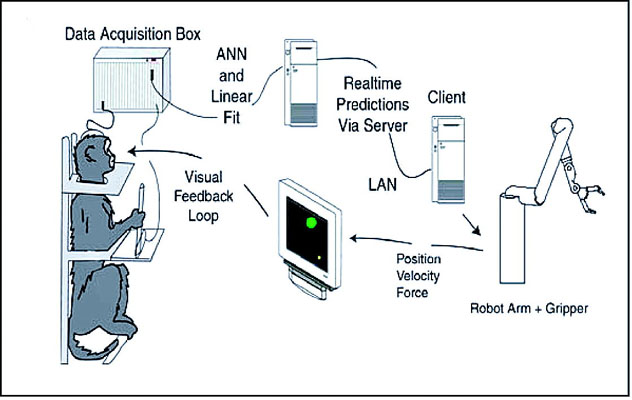
Diagrama BCI-ului elaborat de Miguel Nicolelis și colegii săi pentru utilizare pe maimuțe Rhesus

Experimentele ulterioare ale lui Nicolelis pe maimuțe Rhesus au reușit închiderea buclei de feedback și au reprodus mișcările de întindere și apucare ale maimuțelor, într-un braț robotic. Având un creier puternic delimitat și brăzdat, se consideră că maimuțele Rhesus sunt modele mai bune pentru neurofiziologia umană, decât maimuțele bufniță. Maimuțele au fost antrenate să atingă și să prindă obiecte pe un ecran de calculator prin manipularea unui joystick în timp ce mișcările corespunzătoare ale unui braț robotic au fost ascunse. Mai târziu maimuțelor le-a fost arătat robotul direct și au învățat să îl controleze vâzăndu-i mișcările. BCI-ul a folosit predicția vitezei pentru a controla mișcările de atingere și a prezis simultan forța de prindere. În anul 2011 O'Doherty și colegii au prezentat un BCI cu feedback senzorial pentru maimuțe Rhesus. Maimuța controla cu creierul său poziția unui braț avatar în timp ce primea feedback senzorial prin stimulare intracorticală (ICMS) directă în zona de reprezentare a brațului din cortexul senzorial.

#### Donoghue, Schwartz și Andersen
Alte laboratoare care au dezvoltat BCI-uri și algoritmi care decodifică semnalele neuronale cuprind pe cele conduse de John Donoghue de la Universitatea Brown, Andrew Schwartz de la Universitatea Pittsburgh și Richard Andersen de la Caltech. Acești cercetători au reușit să producă BCI-uri funcționale, chiar și folosind semnale înregistrate de la mult mai puțini neuroni decât a reușit Nicolelis (15–30 neuroni față de 50–200 neuroni).
Grupul lui Donoghue a raportat instruirea maimuțelor Rhesus pentru a folosi un BCI să urmărească ținte vizuale de pe ecranul unui calculator (BCI cu buclă închisă) cu sau fără ajutorul unui joystick. Grupul lui Schwartz a creat un BCI pentru urmărirea tridimensională în realitate virtuală și a reprodus controlul prin BCI al unui braț robotic. Același grup a mai ajuns la știri și când a demonstrat că o maimuță poate să se hrănească cu bucăți de fructe și bezele folosind un braț robotic controlat de semnalele propriului creier al animalului.
Grupul lui Andersen a folosit înregistrări ale activității neuronale antemergătoare din cortexul parietal posterior pentru BCI-ul lor, inclusiv semnalele create atunci când animalele experimentale au anticipat primirea unei recompense.

#### Alte cercetări
Pe lângă prezicerea parametrilor cinematici și cinetici ai mișcărilor membrelor, sunt elaborate și BCI-uri care prezic activitatea electromiografică sau electrică a mușchilor primatelor. Asemenea BCI-uri ar putea fi folosite pentru restaurarea mobilității membrelor paralizate stimulând mușchii electric.
Miguel Nicolelis și colegii au demonstrat că activitatea ansamblurilor neurale mari poate prezice poziția brațului. Această lucrare a făcut posibilă crearea de BCI-uri care citesc intenția de mișcare a brațului și le traduc în mișcări ale actuatorilor artificiali. Carmena și colegii au programat codificarea neurală într-un BCI care a permis unei maimuțe să controleze mișcările de atingere și prindere cu un braț robotic. Lebedev și colegii au susținut că rețelele creierului se reorganizează pentru a crea o nouă reprezentare a anexei robotizate pe lângă reprezentarea membrelor proprii ale animalului.
Cel mai mare impediment al tehnologieie BCI din prezent este lipsa unei modalități senzoriale care să asigure un acces sigur, precis și robust la semnalele creierului. Totuși, se presupune sau este chiar probabil, ca un asemenea senzor să fie dezvoltat în următorii 20 de ani. Utilizarea unui asemenea senzor ar trebui să extindă semnificativ numărul funcțiilor de comunicare care pot fi furnizate folosind un BCI.
Dezvoltarea și implementarea unui sistem BCI este complexă și consumatoare de timp. Ca răspuns la această problemă, Gerwin Schalk a dezvoltat un sistem pentru scopuri generale în cercetarea BCI, numit BCI2000. BCI2000 a fost dezvoltat începând cu anul 2000 într-un proiect al Programului de R&D Interfețe Creier-Calculator de la Centrul Wadsworth al Direcției Sănătate a Statului New York din Albany, New York, SUA.
O nouă abordare 'wireless' (fără fire) folosește canale ionice fotoreglate precum rodopsine de canal pentru controlul in vivo al activității subseturilor de neuroni definite genetic. În contextul unei sarcini de învățare simple, iluminarea celulelor transfectate din cortexul somatosenzorial a influențat procesul de luare a deciziei la șoareci aflați în mișcare liberă.
Folosirea BMI-urilor a condus și la o mai bună înțelegere a rețelelor neurale și a sistemului nervos central. Cercetarea a arătat că în ciuda tendinței neurologilor de a considera că neuronii au efect mai mare cînd conlucrează, și neuronii individuali pot fi condiționați prin utilizarea BMI-urilor, pentru descărcare după un model care permite primatelor să controleze ieșirile motorii. Folosirea de BMI-uri a condus la elaborarea principiului insuficienței de un neuron care spune că chiar și cu o viteză de descărcare bine reglată, neuronii individuali pot transporta numai o cantitate mică de informație și de aceea cel mai mare nivel de acuratețe este obținut prin înregistrarea descărcărilor ansamblului colectiv. Alte principii descoperite cu utilizarea BMI-urilor cuprind principiul sarcinilor neuronale multiple, principiul masei neuronale, principiul degenerării neurale și principiul plasticității.
BCI-urile sunt propuse și pentru aplicarea la utilizatorii fără dizabilități. O categorisire a abordărilor BCI orientată pe utilizator realizată de Thorsten O. Zander și Christian Kothe a introdus termenul BCI pasiv. Urmând BCI-urilor active și reactive folosite pentru control direcționat, BCI-urile pasive permit evaluarea și interpretarea modificărilor stării utilizatorului în timpul interacțiunii om-calculator (IOC). Într-o buclă secundară de control implicit, sistemul de calculator se adaptează utilizatorului său îmbunătățindu-și uzabilitatea generală.
Sistemele BCI au fost clasificate după natura semnalelor utilizate, ca exogene (analiza activității cerebrale ca răspuns la stimuli externi) și endogene (analiza activității cerebrale voluntare, care nu necesită utilizarea stimulilor externi).
Pentru analiza semnalelor activității cerebrale, se folosesc clasificatori statistici care fac parte din cinci categorii: clasificatori liniari, rețele neuronale, clasificatori neliniari bayesieni, clasificatori care calculează cel mai apropiat vecin și clasificatori combinați.

#### Premiul BCI
Premiul anual pentru cercetare BCI este acordat pentru recunoașterea cercetărilor deosebite și inovative din domeniu Interfețelor Creier-Calculator. În fiecare an, unui laborator de cercetare renumit i se solicită să decidă asupra proiectelor transmise. Juriul constă în experți BCI de renume mondial aleși de către laboratorul care acordă premiul. Juriul alege 12 nominalizări, apoi alege primul, al doilea și al treilea câștigător, care primesc sume de 3.000, 2.000 și respectiv 1.000 de dolari. Următoarea listă arată câștigătorii primului loc ai premiului:
- 2010: Cuntai Guan, Kai Keng Ang, Karen Sui Geok Chua și Beng Ti Ang, (A*STAR, Singapore)

Reabilitare cu Interfață Creier-Calculator robotică pentru accidente vasculare bazată pe imagistică dinamică.
- 2011: Moritz Grosse-Wentrup și Bernhard Schölkopf, (Institutul Max Planck pentru Sisteme Inteligente, Germania)

Care sunt cauzele neuro-fiziologice ale variațiilor de performanță ale interfațării creier-calculator?
- 2012: Surjo R. Soekadar și Niels Birbaumer, (Laoratorul de neurotehnologii aplicate, Spitalul Universitar Tübingen și Institutul de Psihologie Medicală și Neurobiologie comportamentală, Universitatea Eberhard Karls, Tübingen, Germania)

Imbunătățirea eficienței instruirii interfeței creier-calculator ipsilezionale în neuroreabilitarea accidentului vascular cronic
- 2013: M. C. Dadarlata,b, J. E. O’Dohertya, P. N. Sabesa,b (aDepartamentul de Fiziologie, Centrul pentru Neuroștiințe Integrative, San Francisco, CA, SUA, bUC Berkeley-UCSF Bioengineering Graduate Program, Universitatea din California, San Francisco, CA, SUA)

O abordare bazată pe învățare a feedback-ului senzorilor artificiali: microstimularea intracorticală înlocuiește și augmentează vederea
- 2014: Katsuhiko Hamada, Hiromu Mori, Hiroyuki Shinoda, Tomasz M. Rutkowski, (Universitatea Tokio, JP, Centrul pentru Știința Vieții al TARA, Universitatea Tsukuba, JP, Institutul RIKEN pentru Știința Creierului, JP)

BCI cu afișare tactilă în aer pe baza ultrasunetelor
- 2015: Guy Hotson, David P McMullen, Matthew S. Fifer, Matthew S. Johannes, Kapil D. Katyal, Matthew P. Para, Robert Armiger, William S. Anderson, Nitish V. Thakor, Brock A. Wester, Nathan E. Crone (Universitatea Johns Hopkins, SUA)

Controlul cu un singur deget al protezelor modulare folosind electrocorticografia de mare densitate la un subiect uman
- 2016: Gaurav Sharma, Nick Annetta, Dave Friedenberg, Marcie Bockbrader, Ammar Shaikhouni, W. Mysiw, Chad Bouton, Ali Rezai (Institutul Battelle Memorial, Universitatea Statului Ohio, SUA)

Un BCI implantat pentru control cortical în timp real al mișcărilor funcționale ale încheieturii și degetelor la un om cu tetraplegie
- 2017: S. Aliakbaryhosseinabadi, E. N. Kamavuako, N. Jiang, D. Farina, N. Mrachacz-Kersting (Centrul pentru interacțiune senzori-motoare, Departamentul de Știința și Tehnologia Sănătății, Universitatea Aalborg, Aalborg, Danemarca; Departamentul de ingineria proiectării sistemelor, Facultatea de Inginerie, Universitatea din Waterloo, Waterloo, Canada; și Imperial College London, Londra, Marea Britanie)

Interfață creier-calculator online adaptabilă cu variații de atenție

## Cercetare BCI pe oameni

### BCI-uri invazive

#### Vedere
Cercetarea BCI-urilor invazive a urmărit repararea vederii afectate și furnizarea unei funcționalități noi pentru paralitici. BCI-urile invazive sunt implantate direct în materia cenușie a creierului prin neurochirurgie. Deoarece se găsesc în materia cenușie, dispozitivele invazive produc cele mai bune semnale dar sunt predispuse la cicatrizare, ducând la slăbirea semnalului, sau chiar dispariția acestuia, pe măsură ce corpul reacționează la prezența unui obiect străin în creier.
În știința vederii, implanturile cerebrale directe au fost folosite pentru tratarea orbirii necongenitale (dobândite). Unul dintre primii oameni de știință care au produs o interfață a creierului funcțională pentru restaurarea vederii a fost cercetătorul independent William Dobelle.
Primul prototip al lui Dobelle a fost implantat în „Jerry”, un om care a orbit la vârsta adultă, în anul 1978. Un BCI cu o singură matrice cu 68 electrozi a fost implantat în cortexul vizual al lui Jerry și a reușit să producă fosfene, senzația de vedere a luminii. Sistemul cuprindea camere instalate pe ochelari pentru a trimite semnale la implant. Inițial, implantul i-a permis lui Jerry să vadă nuanțe de gri într-un câmp vizual redus și la o rată de reîmprospătare mică. Mai era necesar ca el să fie conectat la un calculator puternic, dar reducerea circuitelor electronice și calculatoarele mai rapide au făcut ochiul său artificial mai portabil și acum îi permit să efectueze sarcini simple fără ajutor.

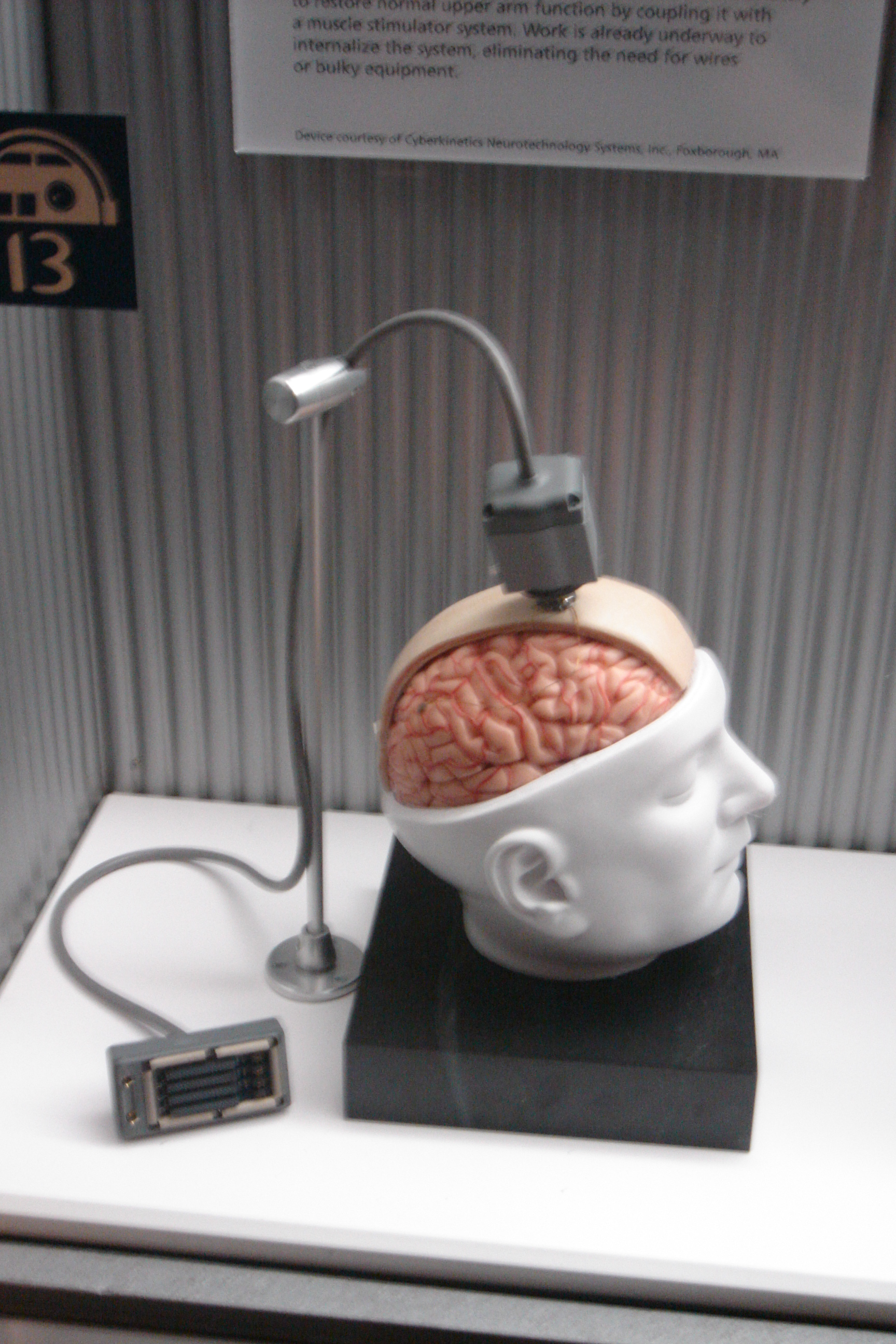
O unitate manechin care ilustrează conceptul interfeței BrainGate

În anul 2002, Jens Naumann, care a orbit tot la vârsta adultă, a fost primul dintr-o serie de 16 pacienți care au achiziționat a doua generație a implantului lui Dobelle, marcând una dintre primele utilizări comerciale ale BCI-urilor. Dispozitivul din a doua generație a folosit un implant mai sofisticat care permitea o asociere mai bună a fosfenelor în vedere coerentă. Fosfenele sunt împrăștiate în câmpul vizual în ceea ce cercetătorii numesc „efectul nopții înstelate”. Imediat după implant, Jens a putut folosi vederea sa imperfect restaurată pentru a conduce încet o mașină prin parcarea institutului de cercetare. Din nefericire, Dobelle a decedat în anul 2004 înainte ca procesele și dezvoltările sale să fie documentate. Ulterior, când dl. Naumann și ceilalți pacienți din program au început să aibă probleme cu vederea, nu a existat remediu și aceștia și-au pierdut din nou „văzul”. Naumann a scris despre experiența sa cu lucrarea lui Dobelle și s-a întors la ferma sa din sud-estul provinciei Ontario, Canada, reluându-și activitățile normale.

#### Mișcare
BCI-urile pentru neuroprotezare motorie urmăresc ori să restabilească mobilitatea la persoanele cu paralizie ori să fie folosite la dispozitive care să îi ajute, precum la interfețe pentru calculator sau brațe robotice.
Cercetătorii de la Universitatea Emory din Atlanta, conduși de Philip Kennedy și Roy Bakay, au fost primii care au montat un implant cerebral la un om, care producea semnale de suficientă calitate pentru simularea mișcării. Pacientul acestora, Johnny Ray (1944–2002), suferea de ‘pseudocomă’ după ce a avut un atac cerebral în anul 1997. Implantul lui Ray a fost montat în anul 1998 și acesta trăit suficient de mult pentru a începe să lucreze cu implantul, în cele din urmă învățând să controleze un cursor de calculator; el amurit în anul 2002 de anevrism cerebral.
Tetraplegicul Matt Nagle a fost prima persoană care a controlat o mână artificială folosind un BCI în anul 2005 în cadrul testelor de nouă luni ale implantului cu cipul BrainGate al firmei Cyberkinetics. Implantat în girusul precentral (zona cortexului motor pentru mișcarea brațului) drept al lui Nagle, implantul BrainGate cu 96 de electrozi i-a permis lui Nagle să controleze un braț robotic gândindu-se la mișcarea mâinii sale, precum și un cursor de calculator, becurile și televizorul. După un an, profesorul Jonathan Wolpaw a primit premiul pentru Inovare al Fundației Altran pentru a dezvolta o Interfață Creier-Calculator cu electrozii amplasați pe suprafața craniului și nu direct în creier.
Mai recent, echipele de cercetare conduse de grupul Braingate de la Universitatea Brown și un grup condus de Centrul Medical al Universității din Pittsburgh, ambele încolaborare cu Departamentul pentru Veterani al SUA, au avut succes în controlul direct al membrelor tip proteză robotică cu multe grade de libertate folosind conexiuni directe la matrici neuronale din cortexul motor al pacienților cu tetraplegie.

### BCI-uri parțial invazive
Dispozitivele BCI parțial invazive sunt implantate în interiorul craniului dar se găsesc în afara creierului și nu în materia cenușie. Acestea produc semnale cu o mai bună rezoluție decât BCI-urile neinvazive la care țesutul osos al craniului deflectă și deformează semnalele și au un risc mai redus decât BCI-urile complet invazive de a forma cicatrici în creier. Au existat demonstrații preclinice ale BCI-urilor intracorticale din cortexul perilezional cu accident vascular.
Electrocorticografia (ECoG) măsoară activitatea electrică a creierului de sub craniu într-un mod asemănător electroencefalografiei neinvazive, da electrozii sunt înveliți într-un material subțire din plastic care este amplasat deasupra cortexului, sub dura mater. Tehnologiile ECoG au fost testate pe oameni prima dată în anul 2004 de Eric Leuthardt și Daniel Moran de la Universitatea Washington din Saint Louis. Ulterior, cercetătorii au permis unui tânăr să joace Space Invaders folosindu-și implantul ECoG. Aceste cercetări arată că controlul este rapid, necesită instruire minimă și poate fi un compromis ideal între fidelitatea semnalului și invazivitate.
Semnalele pot fi subdurale sau epidurale, dar nu provin chiar din parenchimul creierului.
Dispozitivele BCI cu imagistică foto-reactivă sunt încă de domeniul teoretic. Acestea ar presupune implantarea unui laser în interiorul craniului. Acesta ar fi instruit pe un singur neuron, iar reflectanța neuronului ar fi măsurată cu un alt senzor. Atunci când neuronul se descarcă, aspectul luminii laser și lungimile de undă pe care le reflectă ar suferi mici modificări. Acest lucru ar permite cercetătorilor să monitorizeze neuroni individuali dar ar necesita un contact mai redus cu țesutul și ar reduce riscul cicatrizării.

### BCI-uri neinvazive
Au existat și experimente pe oameni folosind ca interfețe tehnologiile de neurovizualizare neinvazive. Marea majoritate a lucrărilor BCI publicate implică BCI-uri neinvazive bazate pe EEG. Tehnlogiile neinvazive bazate pe EEG și interfețele au fost folosite pentru o diversitate mai largă de aplicații. Deși interfețele bazate pe EEG sunt ușor de purtat și nu necesită chirurgie, acestea au rezoluție spațială destul de redusă și nu pot utiliza semnalele de frecvențe mai înalte efectiv deoarece craniul le atenuează, dispersând și amestecând undele electromagnetice create de neuroni.

#### Interfețe creier-calculator fără EEG

##### Oscilația dimensiunii pupilei
Într-un articol din 2016, a fost dezvoltat un dispozitiv de comunicație complet nou cu o interfață creier-calculator care nu este bazată pe EEG, care nu necesită fixare vizuală sau orice fel de capacitate de mișcare a ochilor, bazat pe interesul (emoțional) ascuns în (adică fără a fixa ochii pe) litera aleasă de pe o tastatură virtuală cu literele încadrate într-un cerc a cărui strălucire are mici oscilații la diverse momente de timp, iar selecția literei se bazează pe cea mai bună aproximație dintre modelul oscilației neintenționate a mărimii pupilei pe de o parte și, modelul oscilației strălucirii cercului de fundal, pe de altă parte. Acuratețea este îmbunătățită suplimentar de utilizator prin repetarea mentală a cuvintelor 'luminos' și 'întunecat' în sincron cu tranzițiile de luminozitate ale cercului/ literei.

##### Spectroscopie funcțională în infraroșu-apropiat
În anii 2014 și 2017, un BCI pe baza spectroscopiei funcționale în infraroșu-apropiat pentru pacienții „blocați” cu scleroză laterală amiotrofică (ALS, SLA) a reușit să redea pacienților câteva abilități de a comunica cu alți oameni.

#### Interfețe creier-calculator bazate pe electroencefalografie (EEG)

##### Generalități

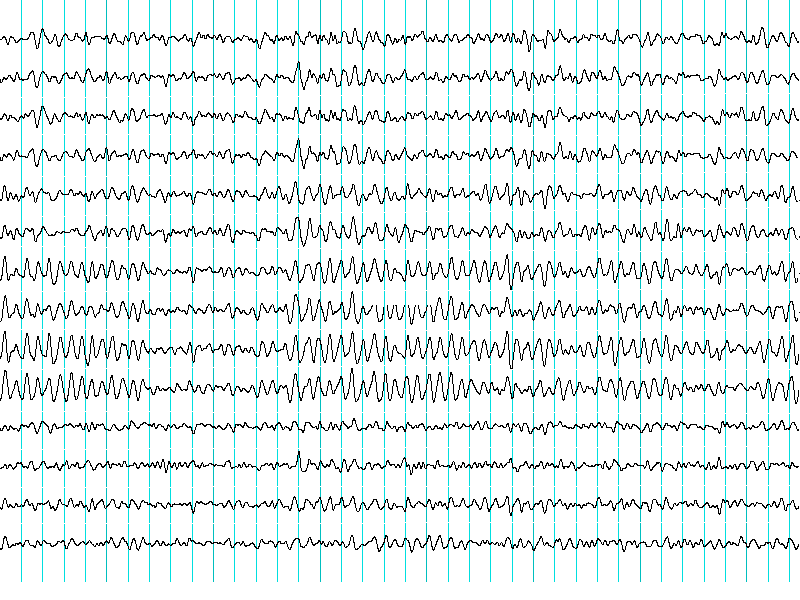
Înregistrări ale undelor cerebrale într-o electroencefalogramă

Electroencefalografia (EEG) este cea mai studiată interfață neinvazivă, în special datorită bunei rezoluții temporale, ușurinței de utilizare, portabilității și costului redus al instalării. Totuși, tehnologia este predispusă la zgomot.
La începuturile cercetării BCI, o altă mare barieră în folosirea EEG ca interfață creier-calculator era instruirea excesivă necesară înainte ca utilizatorii să poată utiliza tehnologia. De exemplu, la experimentele începute la jumătatea anilor 1990, Niels Birbaumer de la Universitatea din Tübingen, Germania a instruit mai mulți oameni paralizați în auto-reglarea potențialelor corticale lente din EEG-urile lor în așa măsură încât acestea puteau fi folosite ca semnale binare pentru a controla cursorul calculatorului. (Birbaumer a instruit mai devreme epilepticii să prevină convulsiile iminente prin controlul acestei unde de joasă tensiune.) Experimentul a văzut zece pacienți instruiți să miște un cursor de calculator controlându-și undele cerebrale. Procedeul era lent, fiind nevoie de mai mult de o oră ca pacienții să scrie 100 de caractere cu ajutorul cursorului, iar instruirea dura și câteva luni. Totuși, abordarea potențialului cortical lent pentru BCI-uri nu se mai folosește de câțiva ani, deoarece alte abordări care necesită instruire puțină sau deloc, sunt mai rapide și mai precise, și funcționează pentru mai mulți utilizatori.
Un alt parametru cercetat este tipul activității neurale oscilatorii care se măsoară. Ultimele cercetări ale lui Birbaumer și Jonathan Wolpaw de la Universitatea statului New York s-au concentrat pe elaborarea tehnologiei care să permită utilizatorilor să aleagă semnalele cerebrale pe care le pot folosi ușor în operarea BCI, cuprinzând ritmurile undelor mu și beta.
Tot un parametru este și metoda de feedback folosită și acest lucru este prezentat în studierea semnalelor P300. Formele undelor P300 sunt generate involuntar (feedback-stimul) atunci când oamenii văd ceva ce recunosc și poate permite BCI-urilor să decodifice categorii de gânduri fără a mai instrui pacienții. Prin contrast, metodele de biofeedback descrise mai sus necesită învățare pentru a controla undele cerebrale astfel încât activitatea cerebrală rezultantă să poată fi detectată.
Numeroase laboratoare de cercetare au căutat să construiască o interfață creier-calculator bazată pe EEG, progresul recent făcut de Bin He și echipa sa de la Universitatea din Minnesota arată posibilitatea unei interfețe creier-calculator bazată pe EEG de a realiza sarcini aproape la fel ca și interfața creier-calculator invazivă. Folosind neuro-imagistică funcțională avansată care cuprinde BOLD, imagistică funcțională IRM și EEG, Bin He și colegii au identificat co-variația și co-localizarea semnalelor electrofiziologice și hemodinamice induse de imaginația motorie.
Folosind o abordare neuro-imagistică și un protocol de instruire, Bin He și colegii au demonstrat abilitatea unei interfețe creier-calculator neinvazive pe bază de EEG de a controla zborul unui elicopter virtual în spațiu tridimensional, folosind imaginația motorie. În iunie 2013 s-a anunțat că Bin He a elaborat tehnica ce permite ca un elicopter teleghidat să fie dirijat pe un traseu cu obstacole.
Pe lângă o interfață creier-calculator bazată pe unde cerebrale înregistrate de la electrozi EEG de pe scalp, Bin He și colegii au explorat și o interfață creier-calculator bazată pe un semnal EEG virtual, rezolvând mai întâi problema EEG inversă și apoi au folosit EEG-ul virtual rezultat pentru sarcinile BCI. Studii bine controlate au indicat meritele BCI-ului bazat pe analiza unei astfel de surse.
Un studiu din anul 2014 a descoperit că pacienții cu disfuncționalități motorii severe pot comunica mai rapid și mai bine cu BCI-uri EEG neinvazive, decât cu orice canal de comunicare pe bază de mușchi.

#### Matrici active de electrozi uscați
La începutul anilor 1990 Babak Taheri, de la Universitatea din California, Davis a demonstrat primele matrici active mono și multicanal de electrozi uscați folosind micro-prelucrare. Construcția și rezultatele electrodului EEG uscat monocanal au fost publicate în anul 1994. Electrodul matrițat s-a comportat mai bine în comparație cu electrozii din argint/ clorură de argint. Dispozitivul a constat din patru zone de senzori cu electronică integrată pentru reducerea zgomotului prin adaptare de impedanță. Avantajele acestor electrozi sunt: (1) nu folosesc electrolit, (2) nu necesită pregătirea pielii, (3) reducerea semnificativă a mărimii senzorului și (4) compatibilitate cu sistemele de monitorizare EEG. Matricea activă de electrozi este un sistem integrat făcut dintr-o matrice de senzori capacitivi cu circuite integrate locale încapsulată cu baterii pentru alimentarea circuitelor. Acest nivel de integrare a fost necesar pentru atingerea performanței funcționale obținută de electrod.
Electrodul a fost testat pe un banc de test electric și pe subiecți umani cu cele patru moduri de lucru EEG, adică: (1) EEG spontan, (2) potențiale corelate cu evenimentul senzorial, (3) potențiale ale trunchiului cerebral și (4) potențiale corelate cu evenimente cognitive. Performanța electrodului uscat comparată favorabil cu cea a electrozilor uzi standard în termeni de penetrare a pielii, lipsa necesității de gel (uscat), și raport semnal-zgomot mai mare.
În anul 1999 cercetătorii de la Universitatea Case Western Reserve din Cleveland, Ohio, conduși de Hunter Peckham, au folosit o calotă de pus pe cap cu 64 de electrozi pentru a reda mișcările limitate ale mâinilor tetraplegicului Jim Jatich. Când Jatich s-a concentrat pe concepte simple dar opuse precum sus și jos, ieșirile ritumului său EEG beta su fost analizate folosind un software pentru identificarea formelor din zgomot. O formă de bază a fost identificată și folosită pentru controlarea unui întrerupător: Activitatea peste medie însemna pornit, sub medie - oprit. Pe lângă a-i permite lui Jatich să controleze un cursor de calculator, semnalele au mai fost folosite pentru controlarea nervilor maâinilor sale, redând o parte din mișcare.

#### Controlul protezelor și al ambientului
BCI-urile neinvazive au mai fost aplicate pentru a permite controlul cu mintea al dispozitivelor proteză ale extremităților superioară și inferioară la paralitici. De exemplu, Gert Pfurtscheller de la Universitatea tehnică din Graz și colegii săi au demonstrat un sistem de stimulare electrică funcțională controlat cu BCI pentru redarea mișcărilor extremității superioare la o persoană cu tetraplegie datorată rănirii șirei spinării. Între anii 2012 și 2013, cercetătorii de la Universitatea din California, în Irvine, au demonstrat pentru prima dată că este posibilă folosirea tehnologiei BCI pentru redarea mersului controlat de creier după rănirea șirei spinării. În studiul lor privind cercetarea rănirii șirei spinării, o persoană cu paraplegie a putut opera o ortoză de mers robotizată cu BCI pentru a recâștiga deplasare de bază controlată cu creierul. 
În anul 2009 Alex Blainey, un cercetător independent din Marea Britanie, a folosit cu succes un dispozitiv Emotiv EPOC pentru a controla un braț robotic cu 5 axe. Apoi el a realizat mai multe scaune cu rotile demonstrative controlate cu mintea precum și automatizări domestice care pot fi operate de oameni cu control motor limitat sau absent precum cei cu paraplegie și paralizie cerebrală.
Cercetarea utilizării militare a BCI-urilor finanțată de DARPA a început în anii 1970. Tema curentă a cercetării este comunicația de la utilizator la utilizator prin analiza semnalelor neurale.

#### BCI-uri de amatori și sursă deschisă
În anul 2001, a fost inițiat Proiectul OpenEEG de către un grup de ingineri și neurologi amatori. ModularEEG a fost primul dispozitiv creat de comunitatea OpenEEG; aceasta era o placă de captură a semnalelor cu 6 canale care costa între 200 și 400 de dolari dacă era construită acasă. Proiectul OpenEEG a marcat un moment semnificativ pentru apariția interfețelor BCI de amatori.
În anul 2010 Frontier Nerds din programul ITP al Universității din New York a publicat instrucțiuni detaliate sub titlul Cum să modifici EEG-urile de jucărie. Instrucțiunile, care au aprins mințile multor entuziaști ai BCI-urilor de amatori, demonstrau cum se creează un EEG monocanal acasă cu un Arduino și un Mindflex Mattel, la un preț rezonabil. Aceste instrucțiuni au amplificat mișcarea amatorilor BCI.
În anul 2013 a apărut OpenBCI, dintr-o solicitare DARPA urmată de o campanie Kickstarter. Aceștia au creat o placă de achiziție din sursă deschisă, cu 8 canale EEG, de înaltă calitate, cunoscută ca Placa pe 32 de biți, care se comercializa la un preț mai mic de 500 dolari. Doi ani mai târziu ei au creat prima cască EEG la o imprimantă 3D, cunoscută ca Ultracortex, precum și o placă de achiziție EEG cu 4 canale, cunoscută ca Placa Ganglion, care se comercializa la un preț mai mic de 100 dolari.
În anul 2015, a fost creat NeuroTechX, având misiunea de a construi o rețea internațională pentru neurotehnologie.

#### MEG și RMN
Magnetoencefalografia (MEG) și imagistica funcțională prin rezonanță magnetică (fRMN) au fost folosite cu succes ca BCI-uri neinvazive. Într-un experiment recunoscut pe larg, fRMN a permis ca doi utilizatori scanați să joace Pong în timp real alterându-și răspunsul hemodinamic sau fluxul sanguin din creier prin tehnici de biofeedback.
Măsurătorile fRMN ale răspunsurilor hemodinamice în timp real au mai fost folosite și pentru controlul brațelor robotice cu o întârziere de șapte secunde între gând și mișcare.
În anul 2008 cercetările de la laboratoarele de neuroștiințe computaționale ale Advanced Telecommunications Research (ATR) din Kyoto, Japonia, au permis oamenilor de știință să reconstruiască imagini direct din creier și să le afișeze pe ecranul unui calculator în alb-negru la o rezoluție de 10x10 pixeli. Articolul care anunța aceste realizări a fost articolul publicat de jurnalul Neuron din 10 decembrie 2008.
În anul 2011 cercetătorii de la UC Berkeley au publicat un studiu care raporta reconstrucția secundă-cu-secundă a videoclipurilor privite de subiecții studiului, din date fRMN. Acest lucru s-a realizat prin crearea unui model statistic pentru corelarea modelelor vizuale din videoclipurile prezentate subiecților, cu activitatea creierului produsă prin vizionarea videoclipurilor. Acest model a fost folosit ulterior pentru căutarea celor 100 segmente video de o secundă, într-o bază de date de 18 milioane de seconde de videoclipuri YouTube la întâmplare, ale căror modele vizuale erau apropiate de activitatea cerebrală înregistrată atunci când subiecții au privit un videoclip nou. Aceste 100 extrase video de o secundă au fost apoi combinate într-o imagine amestecată care semăna cu videoclipul urmărit.

#### Strategii de control BCI neural în jocuri

##### Imaginație motorie
Imaginația motorie înseamnă imaginarea mișcării unor părți ale corpului producând activarea cortexului senzorimotor, care modulează oscilațiile senzorimotoare din EEG. Acestea pot fi detectate de BCI pentru a deduce intenția utilizatorului. Imaginația motorie necesită de obicei câteva sesiuni de antrenament înainte de a realiza un control acceptabil al BCI-ului. Aceste sesiuni de antrenament pot dura câteva ore sau zile înainte ca utilizatorii să poată aplica tehnica cu un bun nivel de precizie. Indiferent de durata sesiunii de antrenament, utilizatorii nu pot stăpâni schema de control. Acest lucru reduce viteza de joc. Metode avansate de învățare pentru mașini au fost elaborate recent pentru a calcula un model specific subiectului pentru a detecta performanța imaginației motorii.

##### Bio/neurofeedback pentru proiecte BCI pasive
Biofeedback-ul este folosit pentru a monitoriza relaxarea mentală a unui subiect. În unele cazuri, biofeedback-ul nu monitorizează electroencefalografia (EEG), ci parametrii corpului precum în electromiografie (EMG), rezistența galvanică a pielii (abr. en. GSR) și variabilitatea ritmului cardiac (abr. en. HRV). Multe sisteme de biofeedback se folosesc la tratarea anumitor boli precum tulburarea hiperactivă cu deficit de atenție (ADHD), probleme de somn la copii, bruxismul și durerile cronice. Sistemele cu biofeedback EEG monitorizează de obicei patru benzi diferite (teta: 4–7 Hz, alfa:8–12 Hz, SMR: 12–15 Hz, beta: 15–18 Hz) și solicită subiectului să le controleze. BCI-urile pasive implică folosirea acestora pentru a spori interacțiunea om-mașină cu informații implicite privind starea reală a utilizatorului, de exemplu simulări pentru a detecta intenția utilizatorului de a apăsa pe frână în timpul unei proceduri de oprire de urgență a mașinii. Producătorii de jocuri care folosesc BCI-uri pasive trebuie să înțeleagă că prin repetarea nivelelor unui joc starea cognitivă a utilizatorului se va modifica sau adapta. La prima jucare a unui nivel, utilizatorul va reacționa diferit decât atunci când joacă a doua oară: de exemplu, jucătorul va fi mai puțin surprins de un eveniment din joc dacă nu mai este surprins de acesta.

##### Potențiale evocate vizual (PEV)
Un PEV este un potențial electric înregistrat după ce unui subiect i se prezintă un tip de stimul vizual. Există mai multe tipuri de PEV.
Potențiale staționare evocate vizual  (abr. en. SSVEP) folosesc potențiale generate prin excitarea retinei, folosind stimuli vizuali modulați la anumite frecvențe. Stimulii pentru SSVEP sunt de multe ori produși prin modele tablă de șah alternative și câteodată folosind imagini bruște. Frecvența inversării fazei stimulului folosit poate fi distinsă clar în spectrul unui EEG; acest lucru înlesnește detecția de stimuli SSVEP. În plus, semnalul SSVEP este excepțional de robust; organizarea topografică a cortexului vizual primar permite ca o zonă mai mare să obțină semnale aferente din regiunea fovială a câmpului vizual. Tehnica SSVEP are însă și probleme. Deoarece folosește stimuli flash pentru a deduce intenția utilizatorului, acesta trebuie să privească unul dintre simbolurile flash sau succesive pentru a interacționa cu sistemul. De aceea este posibil ca simbolurile să devină iritante și neconfortabile în utilizarea pentru sesiuni de joc mai mari, care pot dura mai mult de o oră.
Alt tip de PEV folosit în aplicații este potențialul P300. Acesta este un vârf pozitiv din EEG care apare la 300 ms după apariția unui stimul țintă (un stimul pe care utilizatorul îl așteaptă sau îl caută) sau stimuli ciudați. Amplitudinea P300 scade pe măsură ce stimulii țintă și cei ignorați devin mai asemănători. Folosirea potențialului P300 în schema de control are avantajul unor sesiuni de antrenament mai limitate. Prima aplicare a utilizării modelului P300 a fost matricea P300. În acest sistem, un subiect alege o literă dintr-o matrice de 6 pe 6 litere și numere. Liniile și coloanele matricii se aprindeau una după alta și de fiecare dată când „litera aleasă” era aprinsă potențialul P300 al utilizatorului era produs. Totuși, comunicarea, la aproape 17 caractere pe minut, era lentă. Avantajul folosirii P300 în jocuri este că jucătorul nu trebuie să se antreneze pentru utilizarea unui nou sistem de control.

### Telepatie sintetică/ comunicare silențioasă

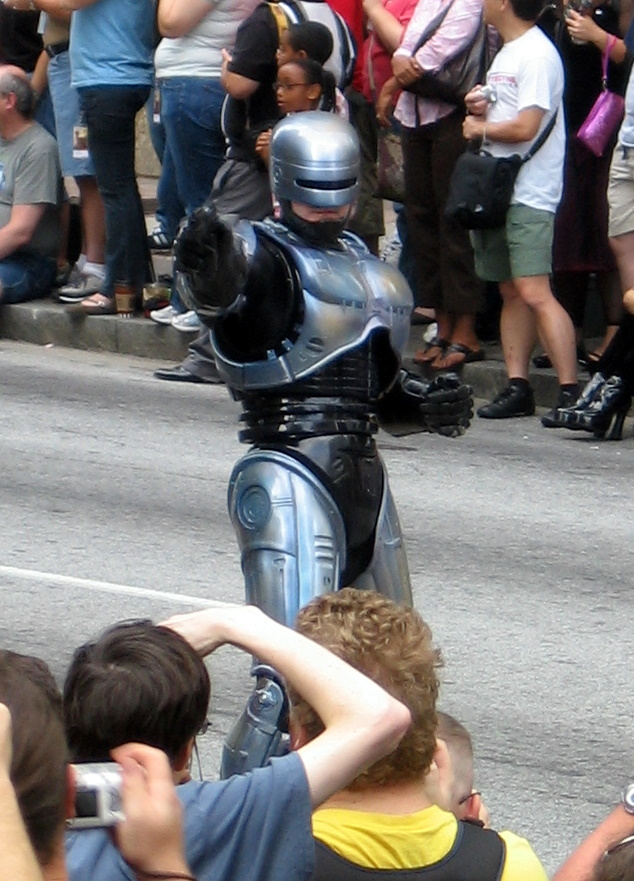
Cyborgul Robocop din filmul cu același nume, din anul 1987

Printr-o inițiativă a Armatei americane, în valoare de 6,3 milioane dolari, pentru inventarea dispozitivelor pentru comunicare telepatică, Gerwin Schalk, înscris într-un grant de 2,2 milioane dolari, a descoperit că utilizarea semnalelor ECoG poate deosebi vocalele și consoanele din interiorul cuvintelor vorbite și imaginate, și a scos în evidență mecanismele distincte asociate cu producerea de vocale și consoane, ce pot sta la baza comunicării bazate pe creier prin folosirea vorbirii imaginate.
În anul 2002 Kevin Warwick a atașat o matrice cu 100 de electrozi la sistemul său nervos pentru a îl conecta la Internet și investiga posibilitățile de îmbunătățire. În acest fel, Warwick a reușit efectuarea unei serii de experimente. Implantând electrozi și în sistemul nervos al soției sale, ei au realizat primul experiment de comunicare electronică directă între sistemul nervos a doi oameni.
Cercetarea telepatiei sintetice folosind subvocalizarea se desfășoară la Universitatea din California, Irvine și este condusă de omul de știință Mike D'Zmura. Prima astfel de comunicare a avut loc în anii 1960 folosind EEG pentru crearea de cod Morse cu undele cerebrale alfa. Folosirea EEG pentru comunicarea vorbirii imaginate are o precizie mai mică decât metoda invazivă de introducere a unui electrod între țeastă și creier. În 27 februarie 2013 grupul cu Miguel Nicolelis de la Universitatea Duke și IINN-ELS au conectat cu succes creierele a doi șobolani cu interfețe electronice care le-au permis să schimbe informație direct, prin prima interfață creier-creier directă.
În 3 septembrie 2014, comunicarea directă între creierele umane a devenit posibilă pe distanțe mari prin transmiterea semnalelor EEG prin internet.
În martie și mai 2014, un studiu efectuat de Dipartimento di Psicologia Generale – Universitatea din Padova, EVANLAB – Firenze, firma LiquidWeb s.r.l. și Dipartimento di Ingegneria e Architettura – Universitatea din Trieste, a prezentat rezultate pozitive, analizând activitatea EEG a doi parteneri umani separați spațial la o distanță de aproximativ 190 km când un membru al perechii primește stimularea iar al doilea este conectat doar mental cu primul.
Cercetătorii Universității din Washington au realizat un experiment de comunicare creier-creier la distanță, în care au folosit o tehnologie mixtă, pe bază de EEG la un subiect și pe bază de stimulare magnetică transcraniană la un alt subiect, pentru a le permite acestora să joace un joc de cuvinte.

## Interfețe BCI pe culturi celulare
Cercetătorii au construit dispozitive pentru interfațare cu celule neurale și rețele neurale complete, cultivate în afara animalelor. Pe lângă continuarea cercetărilor privind dispozitivele pentru implantat în animale, experimentele pe țesuturi neurale cultivate s-au orientat asupra construirii de rețele pentru rezolvarea problemelor, construirii de calculatoare primitive și manipulării de dispozitive robotice. Cercetarea tehnicilor pentru stimularea și înregistrarea de la neuroni individuali crescuți pe circuite semiconductoare se numește uneori neuroelectronică, iar dispozitivele neurocircuite.
Dezvoltarea primului neurocircuit funcțional a fost revendicată de o echipă Caltech condusă de Jerome Pine și Michael Maher, în anul 1997. Circuitul Caltech avea spațiu pentru 16 neuroni.
În anul 2003 o echipă condusă de Theodore Berger, de la Universitatea din California de Sud, a început să lucreze la un neurocircuit proiectat să funcționeze ca un hipocamp artificial, tip proteză. Neurocircuitul a fost proiectat să funcționeze în creiere de șoarece și să fie un prototip pentru dezvoltarea ulterioară de proteze pentru creiere mai dezvoltate. A fost ales hipocampul pentru că este considerat a fi cea mai ordonată și structurată parte a creierului și este cea mai studiată zonă. Funcția sa este de a codifica experiențele pentru stocare lor ca amintiri pe termen lung, în alte zone ale creierului.
În anul 2004 Thomas DeMarse de la Universitatea Florida a folosit o cultură de 25.000 de neuroni luați din creierul unui șoarece pentru a pilota avionul militar F-22 Raptor într-un simulator de zbor. După colectare, neuronii corticali au fost cultivați într-un vas Petri și au început rapid să se reconecteze între ei pentru a forma o rețea neurală vie. Celulele au fost aranjate peste o matrice de 60 de electrozi și folosite pentru controlul funcțiilor de tangaj și girație ale simulatorului. Studiul a fost orientat spre înțelegerea modului în care creierul uman efectuează și învață sarcinile computaționale, la un nivel celular.

## Considerații etice
Problemele etice, legale și sociale importante legate de interfațarea între creier și calculator sunt:
- probleme conceptuale (cercetătorii nu sunt de acord asupra a ceea ce este și ce nu este o interfață creier-calculator),[104]
- obținerea consimțământului explicit de la oamenii care au dificultăți de comunicare,
- analiza risc/ beneficiu,
- responsabilitatea comună a echipelor BCI (ex. cum se asigură luarea deciziilor responsabile de grup),
- consecințele tehnologiei BCI pentru calitatea vieții pacienților și familiilor acestora,
- efecte secundare (ex. se raportează că neurofeedback-ul instruirii ritmului senzorimotor afectează calitatea somnului),
- responsabilitatea personală și constrângerile posibile ale acesteia (ex. cine este responsabil pentru acțiuni greșite produse cu o neuroproteză),
- probleme privind personalitatea și persoana și posibila alterare a acesteia,
- estomparea frontierei dintre om și mașină,
- aplicațiile terapeutice și excedentul posibil al acestora,
- întrebări privind etica cercetării care se naște la trecerea de la experimente pe animale la aplicarea pe subiecți umani,
- identificarea gândurilor (citirea minții) și viața privată,
- controlul minții,
- utilizarea tehnologiei pentru tehnici avansate de interogatoriu de către autoritățile guvernamentale,
- îmbunătățirea selectivă și stratificarea socială,
- comunicarea către presă.

În forma lor actuală, majoritatea BCI-urilor sunt cu mult în afara problemelor etice de mai sus. De fapt, ca funcție sunt similare cu terapiile corective. Clausen a declarat în 2009 că „BCI-urile pun probleme etice, dar acestea sunt conceptual similare cu cele pe care bioeticienii le-au abordat în alte domenii de terapie”. Mai mult, el sugerează că bioetica este pregătită să facă față problemelor ce apar odată cu tehnologiile BCI. Haselager și colegii au arătat că așteptările privind eficacitatea și valoarea BCI joacă un rol important în analiza etică și în modul în care cercetătorii BCI ar trebui să abordeze presa. Mai mult, protocoale standard pot fi implementate pentru asigurarea unor proceduri corespunzătoare etic de consimțământ explicit la pacienții blocați.
Cazul BCI-urilor de astăzi are paralele în medicină, ca și evoluția sa. Tot așa cum știința farmaceutică a început ca un echilibru pentru lipsuri și este acum folosită pentru sporirea concentrării și reducerea nevoii de somn, BCI-urile probabil se vor transforma gradual din terapii în îmbunătățiri. Cercetătorii sunt conștienți că ghiduri etice complete, un entuziasm moderat al presei și educației privind sistemele BCI vor fi de mare importanță pentru acceptarea socială a acestei tehnologii. Astfel, a început depunerea mai multor eforturi în interiorul comunității BCI pentru crearea consensului asupra ghidurilor etice pentru cercetarea, dezvoltarea și diseminarea din domeniul BCI.

## Interfețe clinice și pentru cercetare pe bază de BCI
Câteva companii au produs sisteme de vârf care au fost utilizate pe scară largă în laboratoare BCI reputate, de mai muți ani. Aceste sisteme au de obicei mai multe canale decât sistemele ieftine de mai jos, cu o calitate a semnalului mult mai mare și sunt mai robuste în condiții reale. Unele sisteme ale companiilor noi au primit atenție pentru aplicații BCI noi la grupuri de utilizatori noi, precum persoanele în comă sau care au suferit accidente vasculare.
- În anul 2011, Nuamps EEG a fost folosit pentru a studia plaja de semnale cerebrale detectabile la pacienții cu accident vascular care au efectuat imaginație motorie folosind BCI într-un experiment clinic mare, iar rezultatele au arătat că majoritatea pacienților (87%) ar putea folosi BCI.[105]
- În luna martie 2012 g.tec a lansat intendiX-SPELLER, primul sistem BCI comercial pentru utilizare acasă ce se poate folosi la controlarea jocurilor și aplicațiilor de calculator. Acesta poate detecta diverse semnale cerebrale cu o acuratețe de 99%.[106]
- În anul 2012 o companie italiană nouă, Liquidweb s.r.l., a lansat „Braincontrol”, un prim prototip al unui dispozitiv de comunicare ameliorată și alternativă pe bază de BCI, destinat pacienților blocați. Acesta a fost validat între anii 2012 și 2014 prin implicarea pacienților cu pseudocomă și pseudocomă completă.[107][108][109] În anul 2014 compania a introdus versiunea comercială a produsului, cu marca CE clasa I pentru dispozitiv medical.

## Interfețe pe bază de BCI cu cost redus
Recent, câteva companii au redus tehnologia EEG medicală (iar într-un caz, NeuroSky, a reconstruit tehnologia din temelii) pentru a crea BCI-uri ieftine. Această tehnologie a fost introdusă în jucării și echipamente pentru jocuri; unele jucării fiind foarte bine comercializate, precum NeuroSky și Mattel MindFlex.
- În anul 2006 Sony a brevetat un sistem de interfață neurală care permite undelor radio să afecteze semnalele din cortexul neural.[110]
- În anul 2007 NeuroSky a lansat primul EEG accesibil consumatorilor, cu jocul NeuroBoy. Acesta a fost și primul dispozitiv EEG la scară mare care a folosit tehnologie cu senzor uscat.[111]
- În anul 2008 OCZ Technology a elaborat un dispozitiv pentru utilizare în jocuri video, bazat în primul rând pe electromiografie.[112]
- În anul 2008 Square Enix, creatorul jocului Final Fantasy, a anunțat un parteneriat cu NeuroSky pentru a crea un joc, Judecca, lansat în anul 2009.[113][114]
- În anul 2009 Mattel în parteneriat cu NeuroSky, au lansat Mindflex, un joca care folosea un EEG pentru a dirija o bilă printr-un traseu cu obstacole. De departe, cel mai bine vândut EEG pentru consumatori până în prezent.[115]
- În anul 2009 Uncle Milton Industries în parteneriat cu NeuroSky au lansat dresorul Forței din Star Wars, un joc proiectat să creeze iluzia posedării Forței.[116]
- În anul 2009 Emotiv a lansat EPOC, un dispozitiv EEG cu 14 canale care poate citi 4 stări mentale, 13 stări conștiente, expresii faciale și mișcări ale capului. EPOC este primul BCI comercial care folosește tehnologia senzorilor uscați, ce pot fi umeziți cu soluție salină pentru conexiune mai bună.[117]
- În luna noiembrie 2011, revista Time Magazine a ales „necomimi” prods de Neurowear ca una dintre cele mai bune inovații ale anului. Compania a anunțat că aștepta lansarea unei versiuni pentru consumatori, constând din niște urechi ca de pisică controlate de un cititor de unde cerebrale produs de NeuroSky, în primăvara anului 2012.[118]
- În luna 2014 They Shall Walk (o organizație nonprofit care construiește exoscheleturi, denumite LIFESUIT, pentru paraplegici și tetraplegici) a început un parteneriat cu James W. Shakarji pentru dezvoltarea unui BCI wireless.[119]
- În anul 2016, un grup de amatori au dezvoltat o placă BCI cu sursă deschisă, care trimite semnale neurale la mufa audio a unui telefon inteligent, reducând costul BCI-urilor pentru începători la 20 de lire englezești.[120] Este disponibil un program software de diagnosticare elementară pentru dispozitivele cu sistemul Android, precum și o aplicație de introducere text pentru motorul de joc Unity.[121]

## Direcții de viitor

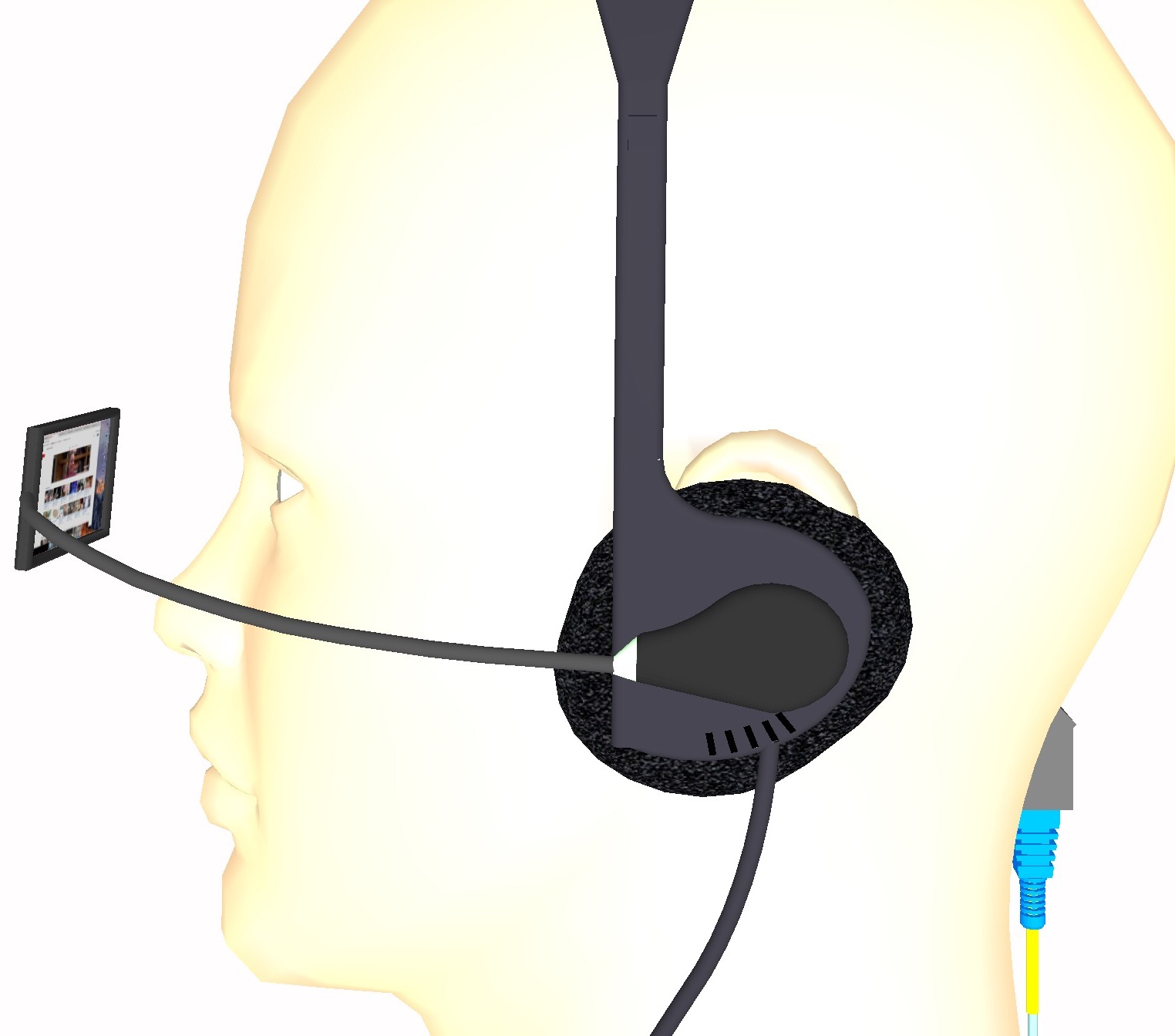
Interfață creier-calculator

Unconsorțiu de 12 parteneri europeni au realizat un plan pentru a sprijini Comisia Europeană în deciziile de finanțare a noului program cadru Horizon 2020. Proiectul, care a fost finanțat de Comisia Europeană, a început în 2013 și s-a încheiat în aprilie 2015. Planul este acum complet, și poate fi descărcat din pagina proiectului. O publicație din anul 2015 condusă de Dr. Clemens Brunner descrie câteva dintre analizele și realizările acestui proiect, precum și apariția Societății pentru Interfețe Creier-Calculator. De exemplu, acest articol a analizat lucrări din acest proiect care definesc suplimentar BCI-urile și aplicațiile, a explorat noile tendințe, a discutat problemele etice și a evaluat diverse direcții pentru noile BCI-uri. După cum se remarcă în articol, noul plan al acestora în general extinde și sprijină recomandările din proiectul Future BNCI condus de Dr. Brendan Allison, care exprimă un entuziasm substanțial pentru direcțiile BCI emergente.
Pe lângă, alte publicații recente au explorat cel mai promițătoare direcții viitoare ale BCI pentru noi grupuri de utilizatori cu dizabilități (ex.,). Câteva exemple proeminente sunt redate mai jos.

### Tulburările de conștiință
Unele persoane au tulburări de conștiință (abr. en. DOC). Această stare este definită pentru a cuprinde persoanele în comă, precum și persoanele aflate într-o stare vegetativă (SV) sau o stare de conștiință minimă (SCM). Noile cercetări BCI caută să ajute persoanele cu DOC în mai multe feluri. Un scop cheie inițial este identificarea pacienților care pot efectua sarcini cognitive elementare, care desigur ar conduce la o modificare a diagnosticului acestora. Adică, unele persoane care sunt diagnosticate cu DOC pot de fapt să preoceseze informații și să ia decizii de viață importante (dacă să caute terapii, unde să trăiască, și părerile lor privind deciziile de la sfârșitul vieții, care le privesc). Unele persoane care sunt diagnosticate cu DOC mor ca urmare a deciziilor privind sfârșitul vieții, care pot fi luate de membrii familiei care cred sincer că acest lucru este în interesul superior al pacientului. Date fiind noile perspective care permit acestor pacienți să își exprime părerile asupra acestei decizii, s-ar părea că există o puternică presiune etică pentru dezvoltarea acestei direcții de cercetare pentru a garanta că pacienților cu DOC li se oferă șansa de a decide dacă doresc să trăiască.
Acestea, dar și alte articole descriu noi provocări și noi soluții în utilizarea tehnologiei BCI pentru a ajuta persoanele cu tulburări de conștiință. O mare provocare este aceea că acești pacienți nu pot folosi BCI-urile bazate pe vedere. Modelele noi se bazează pe stimuli audibili și/ sau vibrotactili. Pacienții pot purta căști și/ sau stimulatoare vibrotactile amplasate pe încheieturi, gât, picior, sau în alte locuri. O altă provocare este intermitența comunicării pacienților, datorată discontinuității stărilor de conștiință ale acestora. Când este disponibilă, atenția concentrată asupra unui stimulator, produce modificări evidente în ritmurile EEG. Rezultatele ar putea fi prezentate medicilor și terapeuților, care pot conduce la o modificare a diagnosticului și terapiei. În plus, acești pacienți vor putea apoi, cu ajutorul instrumentelor de comunicare bazată pe BCI, să realizeze nevoi comune ajustarea poziției patului, reglarea aerului condiționat, luarea deciziilor majore de viață și comunicare.
Acest efort de cercetare a fost sprijinit parțial de diverse proiecte finanțate de UE, contribuind la dezvoltarea primului sistem BCI elaborat pentru evaluare și comunicare la pacienți cu DOC, numit mindBEAGLE.

### Recuperarea mobilității
Din multiple cauze, precum accidentele vascualre sau rănirile, oamenii își pot pierde parțial abilitatea de a se mișca. Mai multe grupuri au explorat sisteme și metode de recuperare motorie care includ BCI-uri. În această abordare, un BCI măsoară activitatea motorie iar pacientul își imaginează sau încearcă să facă mișcări, după cum îi spune un terapeut. BCI poate aduce două beneficii: (1) dacă BCI-ul arată că un pacient nu își imaginează o mișcare corect (neconformitate), atunci BCI-ul îl poate informa pe pacient și pe terapeut; și (2) feedback-ul de recompensă precum stimularea funcțională sau mișcarea unui avatar virtual depinde de asemenea de imaginarea corectă a mișcării de către pacient.

### Cartografia funcțională a creierului
În fiecare an, peste 400.000 de persoane sunt supuse cartografierii creierului în timpul operațiilor chirurgicale cerebrale. Acest procedeu este uneori necesar pentru oameni care au tumori sau epilepsie și nu răspund la medicamente. În cadrul procedeului, se amplasează electrozi pe creier pentru identificarea precisă a locurilor structurilor și zonelor funcționale. Pacienții pot fi treji pe durata operației și li se poate solicita să efectueze anumite sarcini, precum mișcarea degetelor sau repetarea cuvintelor. Acest lucru este necesar pentru ca chirurgii să poată elimina numai țesutul dorit și să ocolească alte regiuni, cum ar fi regiunile critice pentru mișcare și limbaj. Eliminarea unei cantități prea mari de țesut cerebral poate duce la răni permanenete, iar o cantitate prea mică poate lăsa condiția netratată și poate necesita operații ulterioare.
În câteva publicații, experții în cercetarea BCI și medicii au colaborat pentru a căuta noi moduri de a folosi tehnologia BCI pentru a îmbunătății cartografia în neurochirurgie. Acest efort se îndreaptă spre activitatea undelor gama, care este dificil de detectat cu mijloace neinvazive. Rezultatele au condus la metode mai bune pentru identificarea zonelor cheie pentru mișcare, limbaj și alte funcții. Un articol a relatat avansul în cartografia funcțională a creierului și a rezumat un seminar.